# Атавирос
Ата́вирос или Атабирий (греч. Αττάβυρος) — гора в Греции на Родосе. Находится в западной части острова. Высота вершины составляет 1215 метров над уровнем моря. Атавирос самая высокая точка Родоса. На плоской вершине установлен радар, он относится к сети PHARAOS и предназначен для контроля воздушного движения. Также там находится ветряки для выработки электроэнергии и развалины храма Зевса. На вершину можно добраться по грунтовой дороге. Склоны и пик местами покрыты кустарником и травами.
Городок Эмбонас находится у самого подножия горы.